# کالهان (کلرادو)
کالهان (به انگلیسی: Calhan) شهری در ایالت کلرادو کشور ایالات متحده آمریکا است که جمعیت آن در سرشماری سال ۲۰۱۰ میلادی، ۷۸۰ نفر بوده‌است.